# Яньюань
Яньюа́нь (кит. упр. 盐源, пиньинь Yányuán, буквально: «Исток реки Яньцзинхэ») — уезд Ляншань-Ийского автономного округа провинции Сычуань (КНР).

## История
При империи Хань в 111 году был образован уезд Динцзэ (定笮县). При империи Тан он был переименован в уезд Куньмин (昆明县). При империи Мин здесь был учреждён Яньцзинский караул (盐井卫). При империи Цин в 1728 году на территории Яньцзинского караула был образован уезд Яньюань.
В 1939 году была образована провинция Сикан, и уезд вошёл в её состав. В 1950 году уезд вошёл в состав Специального района Сичан (西昌专区). В 1953 году из уезда был выделен Мули-Тибетский автономный уезд. В 1955 году провинция Сикан была расформирована, и Специальный район Сичан был передан в состав провинции Сычуань. В 1964 году уезд Яньюань был преобразован в Яньюань-Ийский автономный уезд (盐源彝族自治县). В 1970 году Специальный район Сичан был переименован в Округ Сичан (西昌地区).
В 1978 году Округ Сичан был расформирован, и Яньюань-Ийский автономный уезд был преобразован в уезд Яньюань Ляншань-Ийского автономного округа.

## Административное деление
Уезд Яньюань делится на 8 посёлков, 25 волостей и 1 национальную волость.

## Экономика
В уезде активно развиваются солнечная и гидроэнергетика.